# Linienverbreiterung
Eine Linienverbreiterung (auch als Verbreiterungsmechanismus bezeichnet) ist in der Physik die meist unerwünschte Vergrößerung der Linienbreite einer Spektrallinie der Strahlung-emittierenden Systeme (z. B. Laser) gegenüber der natürlichen Linienbreite. Die natürliche Linienbreite als Vergleichsbasis folgt als minimale Breite aus der Energie-Zeit-Unschärferelation.

## Übersicht
Folgende Verbreiterungsmechanismen werden unterschieden:
- bei homogenen Verbreiterungen ist die Emissionswahrscheinlichkeit für eine bestimmte Frequenz {\displaystyle \omega } für alle Teilchen gleich groß;
- bei inhomogenen Verbreiterungen ist die Emissionswahrscheinlichkeit für eine bestimmte Frequenz {\displaystyle \omega } nicht für alle Teilchen gleich groß.

| Verbreiterung                               | Erklärung |
| Homogene Mechanismen                        | Homogene Mechanismen |
| ------------------------------------------- | --- |
| Druckverbreiterung (auch Stoßverbreiterung) | Entsteht bei Stößen (elastisch und inelastisch) zwischen den Teilchen. |
| Sättigungsverbreiterung                     | Ist abhängig von der eingestrahlten Laserintensität. |
| Inhomogene Mechanismen                      | |
| Dopplerverbreiterung                        | Folgt aus dem optischen Dopplereffekt bei relativ zum Laser bewegten Teilchen.                                                                                                   |
| Flugzeitverbreiterung                       | Tritt auf bei Wechselwirkungszeiten, die kürzer als die natürliche Lebensdauer sind (z. B. wenn die zu vermessenden Teilchen den Laserstrahl mit hoher Geschwindigkeit kreuzen). |

Linienverbreiterungen auf Röntgen-, Elektronen- und Neutronenbeugungsaufnahmen können auch durch innere Spannungen der Probe oder dadurch verursacht sein, dass nur ein sehr kleiner Bereich (< 10−5 cm) kohärent streut. Dies wird in der röntgenographischen Spannungsmessung angewandt.
Die auch bei einem fast fehlerfreien Kristall zu erwartende Linienbreite kann durch derartige Effekte verbreitert werden. Auch Stapelfehler und andere Abweichungen von der idealen Kristallstruktur haben einen Einfluss auf das Linienprofil. Das Maß der Verbreiterung erhält man, indem man
1. eine Vergleichsmessung mit einer Probe durchführt, die diesen Effekt nicht zeigt;
2. die durch die Versuchsanordnung bedingte Breite rechnerisch berücksichtigt.

Die Linienverbreiterung kann mit verschiedenen Verfahren ausgewertet werden. Für das Linienprofil werden dabei spezielle Funktionen vorausgesetzt, z. B. eine Gauß-Verteilung oder die Cauchy-Verteilung. Mit Hilfe solcher Verfahren ist es möglich, die Linienverbreiterung in einen Gitterverzerrungs- und einen Teilchengrößenanteil zu zerlegen.
Bei der mathematisch aufwendigeren Warren-Averbach-Methode führt man eine Fourier-Analyse des Linienprofils durch, die zu einer Verteilungsfunktion für die Gitterverzerrung und die Teilchengrößen führt.

## Dopplerverbreiterung
Wenn in der Geschwindigkeitsverteilung der emittierenden Teilchen alle möglichen Bewegungsrichtungen relativ zum Empfänger vorkommen, ergeben sich positive und negative Dopplerverschiebungen verschiedener Größe. Dadurch wird die Spektrallinie breiter. Mit steigender Temperatur verstärkt sich dieser Effekt.

## Legierungsverbreiterung
In Legierungen, in denen sich keine Cluster bilden, sondern die Legierungspartner rein statistisch angeordnet sind, wie bsp. bei {\displaystyle {\ce {Si_{1-x}Ge_{x}}}}, tritt die Legierungsverbreiterung auf. Sie beträgt in der Regel nur wenige meV und spielt daher nur bei tiefen Temperaturen eine Rolle, da sie bei hohen Temperaturen von anderen Linienverbreiterungen überdeckt wird. Sie ist eine inhomogene Linienverbreiterung.

## Phononenverbreiterung
In Festkörpern, bei denen bei der Lumineszenz auch Phononen beteiligt sind, hat auch die Phononenlebenszeit einen Einfluss auf die Lumineszenzlinienbreite. Phononen sind bei der Lumineszenz von indirekten Halbleitern wie beispielsweise Silizium beteiligt. Die Phononenverbreiterung ist eine homogene Linienverbreiterung und hat daher die Form einer Lorentzkurve. Die Phononenverbreiterung nimmt mit der Temperatur zu, geht aber für Temperaturen um den absoluten Nullpunkt nicht auf 0. Der Grund ist, dass Phononen auch an Defekten gestreut werden. In Silizium ist die Halbwertsbreite der Phononenverbreiterung selbst bei Raumtemperatur deutlich unter 1 meV. Bei Legierungen, in denen die Phononen viele Streuzentren vorfinden, kann die Halbwertsbreite jedoch deutlich größere Werte annehmen.

## Stoß- oder Druckverbreiterung
Strahlung aus heißen Gasen oder Plasmen zeigt eine Linienverbreiterung, die mit dem Druck ansteigt. Die Ursache liegt in den Zusammenstößen der Emittenten, in denen sich die Elektronenhüllen deformieren. Dadurch werden zum einen die Energieniveaus von Anfangs- und Endzustand des Emittenten verschoben. Zum anderen wird die Lebensdauer des angeregten Zustands durch den Stoß häufig vorzeitig beendet. Beides führt zur Verschiebung von Frequenz bzw. Energie des emittierten Photons.

## Temperaturverbreiterung
Die Besetzungsverteilung der Bänder eines Halbleiters oder Isolators folgt einer Fermi-Dirac-Statistik. Bei höheren Temperaturen sind daher rein statistisch auch höhere Energien besetzt. Das besondere an dieser Linienverbreiterung ist, dass sie sich nicht in das Schema der homogenen oder inhomogenen Linienverbreiterungen einordnen lässt. Bei hinreichend hohen Temperaturen kann sie mittels Boltzmann-Statistik, also einer abfallenden Exponentialfunktion beschrieben werden. In Festkörpern ist sie bei hohen Temperaturen die bestimmende Linienverbreiterung die andere Effekte überdeckt.

## Weiterführendes
- Übersicht und Erklärung der Linienverbreiterungen (PDF; 725 kB)
- Wolfgang Demtröder: Laserspektroskopie. 5. Auflage. Springer, Berlin/Heidelberg/New York 2007, ISBN 978-3-540-33792-8.